# 堀寛
堀 寛（ほり ひろし、1924年（大正13年）9月11日 - 2010年（平成22年）9月12日）は、日本の大蔵官僚、銀行家。大蔵省大臣官房審議官、第4代北海道銀行代表取締役頭取等を務めた。

## 人物・経歴
現在の東京都出身。府立一中、第一高等学校を経て、1949年東京大学法学部卒業後、大蔵省（現財務省）入省。外務省在アメリカ合衆国日本国大使館公使、横浜税関長、大蔵省大臣官房審議官などを歴任。
1975年北海道銀行専務。1979年副頭取。1984年から頭取を務めた。1992年北海道経済連合会副会長。
2010年悪性リンパ腫のため死去。享年86。叙従四位。